# Кіт Чегвін
Кіт Чегвін (нар. 17 січня 1957 — пом. 11 грудня 2017) — англійський телеведучий та актор, який з'являвся в кількох дитячих розважальних шоу 1970-х і 1980-х років, включно з телепередачами «Різнобарвний магазин обміну» та «Чіггерс робить хлоп».
На початку своєї кар'єри він брав участь у таких виставах Вест-Енду, як «Шкільні дні Тома Брауна» та «Капітан Пагвош». Він також був співаком, випустивши сингли на лейблі Pye Records і працював ді-джеєм на 194 Radio City у Ліверпулі. Чотири роки він пропрацював на BBC Radio 1 у ранковому шоу вихідного дня Тоні Блекберна. У 2000 році він представив нудистське ігрове шоу «Голі джунглі» на Channel 5, з'явившись оголеним, за винятком капелюха, і пізніше описав це як «найгірший крок у кар'єрі» у його житті.
Чегвін був відомий своїм ненав'язливим стилем мовлення та заявив, що ніхто ніколи не писав для нього жодного слова. У 2012 році він мав взяти участь у шостому сезоні британського телешоу «Танці на льоду», але відмовився через зламані три ребра та плече, травми, які він отримав у перший день тренувань. У 2015 році він брав участь у 15 сезоні реаліті-шоу «Старший брат зірки», у якому посів четверте місце.
Він помер 11 грудня 2017 року від ідіопатичного легеневого фіброзу.

## Раннє життя
Чегвін народився у Волтоні, Ліверпуль, 17 січня 1957 року. Він брав участь у конкурсі талантів у Рілі, Північний Уельс, а пізніше приєднався до «The Happy Wanderers», концертної групи, яка гастролювала пабами та клубами Північно-Західної Англії. Потім його помітила Джун Коллінз (мати Філа Коллінза) зі школи сценічного мистецтва Барабара Спік на розважальному талант-шоу «Час юніорів». Вона запросила його до Лондона на прослуховування для сценічного шоу «Мейм» з Джинджер Роджерс. Він відвідував школу сценічного мистецтва разом зі своїм братом-близнюком Джеффом. У шкільній виставі Чегвін заспівав першу пісню, яку написав Філ Коллінз.
Під час навчання у школі, Чегвін проходив прослуховування та отримував ролі на телебаченні, в кіно та на сцені. Він з'являвся у фільмах Фонду дитячого кіно, як-от роль Яйцеголового Вентворта у фільмах «Занепокоєний двійник» (1967) і «Робот яйцеголовий» (1970). Його найпрестижнішою участю в зніманні стала роль Флінса у фільмі Романа Полянського «Макбет» (1971); він також зіграв невелику роль у фільмі «Оптимісти дев'яти в'язів» (1973).
У 1973 році він з'явився в пілотному епізоді серіалу «Завжди відкриті». Після цього він грав у телесеріалах «Печінкові птахи», «Пригоди чорної красуні», «Мій старий», «Віллідж Голл», «Автомобілі Z» (обидва 1974 року), серіалі ITV «Векери» та «Люди завтрашнього дня» (обидва 1975 року).
Його останньою великою акторською роботою була головна роль у фільмі «Робін Гуд-молодший» (1975), хоча він зіграв дві невеликі ролі з Томом Кортні у циклі «Таємниці Честера» (1976) та через кілька років у фільмі «Що трапилося з Гарольдом Смітом?» (1999). Він з'являвся в телерекламі таких продуктів, як Pepsi та Cadbury Creme Eggs, а також для Ready Brek, Toffo та Tizer, крім того він був пов'язаний з каталогом Freemans.
Чегвін виступав у виставах Вест-Енду, як-от «Шкільні дні Тома Брауна» з Расселом Грантом і Саймоном Ле Боном, «Старі добрі старі погані часи» з Ентоні Ньюлі та «Капітан Пагвош» Джона Кеннета в театрі Кінгс Роуд у 1973 році. Він зробив кар'єру співака, випускаючи сингли на лейблах звукозапису Cherub and Pye, як-от «I'll Never Fall in Love Again» (1977), але відхилив пропозицію стати лідером групи «Kenny» (у яких був хіт «The Bump» під номером 3 у чарті синглів Великої Британії). Він також працював ді-джеєм на 194 Radio City у Ліверпулі та чотири роки працював на BBC Radio 1 у вихідному ранковому шоу Тоні Блекберна.

## Кар'єра

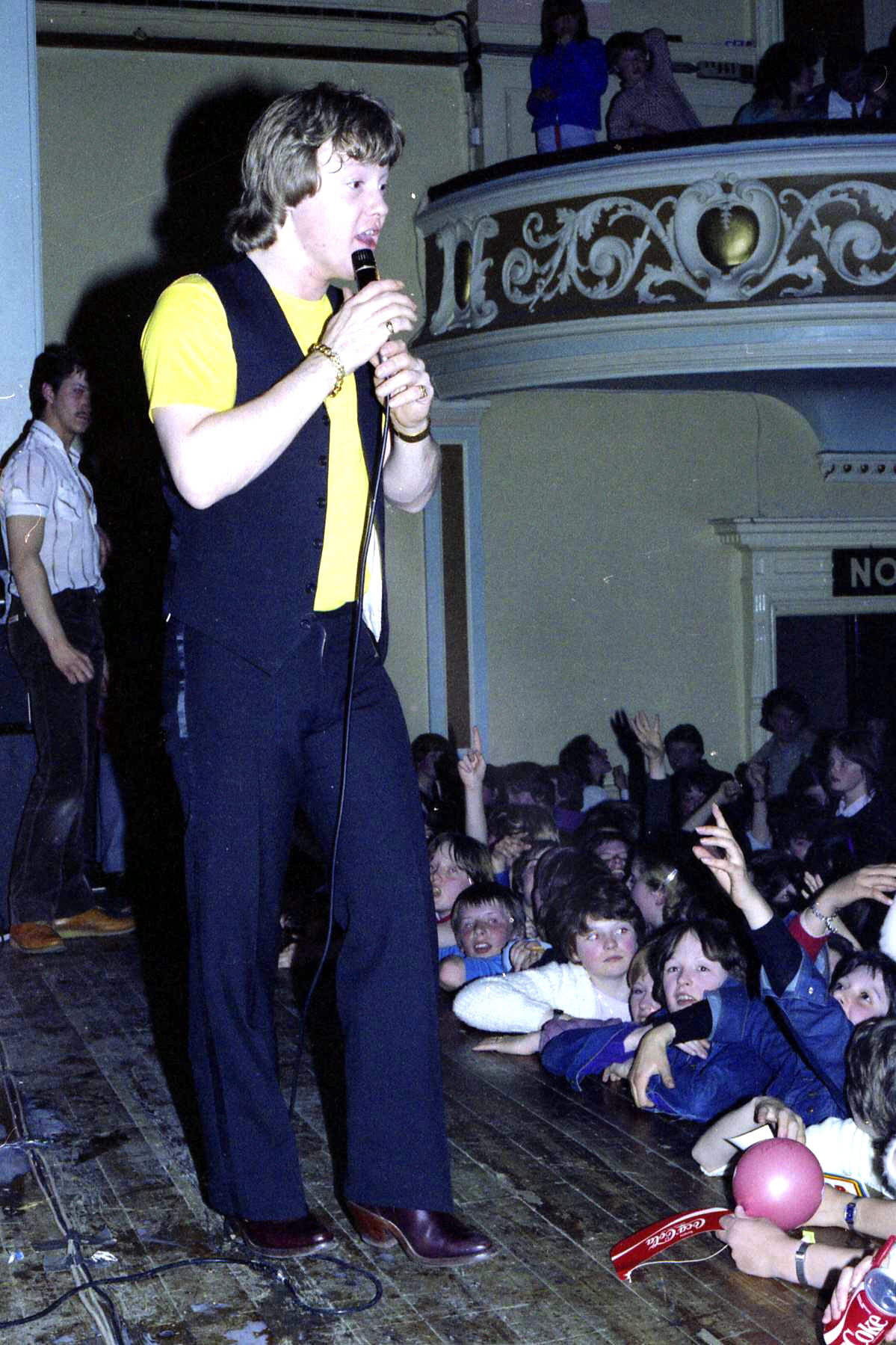
Чегвін на сцені Ossett Town Hall у Західному Йоркширі у 1981 році

У середині 1970-х Чегвін відійшов від акторської діяльності, ставши відомим як ведучий телепрограм, як-от «Різнобарвний магазин обміну» (1976–82) та «Чіггерс робить хлоп» (1978–86), у 1980-х «Суботній супермаркет». У складі гурту «Brown Sauce», він і співведучі «Магазину обміну» Ноель Едмондс і Меггі Філбін випустив попсингл «I Wanna Be a Winner», який досяг 15-го місця в січні 1982 року, а також наступний сингл «Spring Has Sprung». Були також позастудійні випуски «Магазину обміну» та «Супермаркету», він з'являвся на відкритих майданчиках по всій Британії, на яких допомагав дітям обміняти свої іграшки.
Чегвін відомий своїм ненав'язливим стилем мовлення. Він заявив, що за нього ніхто ніколи не писав жодного слова. Кар'єра Чегвіна занепала наприкінці 1980-х і 1990-х років через його алкоголізм, який він детально описав, за його словами, у своїй напівавтобіографічній книзі «Вражений, але нерозчавлений». У 1990 році він вів нічну програму талантів телеканалу Sky «Sky шукає зірок». Чегвін кинув пити після своєї появи в шоу Річарда та Джуді «Цього ранку» 5 листопада 1992 року. Кар'єра Чегвіна набрала обертів у 1993 році, коли він став ведучим позастудійного сегменту «Великого сніданку». Згодом він став ведучим шоу, а у 1999 році представив відроджену версію ігрового шоу 1970-х років «Це нокаут» на Channel 5. Він також здійснив турне країною, проводячи «Міжнародний нокаут» Грема Фішера для корпоративних і благодійних заходів.
У 2000 році Чегвін представив власне інтернет-телешоу, де його щоденна аудиторія протягом семитижневого випробувального періоду досягла понад 250 000. Чегвін представив на Channel 5 нудистське ігрове шоу «Голі джунглі», створене Йоркширським телебаченням, у якому з'явився тільки в капелюсі. Він назвав участь у шоу «найгіршим кроком у кар'єрі» у своєму житті.
Чегвін працював сім років на GMTV. У 2006 році він з'явився у ролі самого себе в епізоді комедійного серіалу Рікі Джервейса та Стівена Мерчанта «Масовка». Чегвін часто писав для шоу BBC Radio 1 «Сніданок Кріса Мойлса». Протягом семи років він керував власним вебсайтом гри в бінго Cheggersbingo.
У 2007 році Чегвін озвучив і був ведучим відеогри «Cheggers Party Quiz». Гру розробила компанія Oxygen Interactive і випустила на Nintendo Wii, PlayStation 2 і ПК. Гру зустріли неоднозначно.
У листопаді 2011 року Чегвін зіграв самого себе в комедійному фільмі жахів «Вбити Кіта». Він знявся в комедійному серіалі Рікі Джерве та Стівена Мерчанта «Життя занадто коротке» з Шоном Вільямсоном і Лесом Деннісом. У серпні 2012 року він отримав нагороду за життєві досягнення на Національній премії Reality TV Awards.
Спочатку Чегвін мав взяти участь у сьомому сезоні «Танців на льоду», але відмовився після того, як зламав три ребра та плече у перший день тренувань із Джейн Торвілл і Крістофером Діном. Чегвін приєднався до восьмого сезону, де його партнеркою була Ольга Шарутенко. Чегвін вибув 17 лютого 2013 року. З жовтня 2013 року по січень 2014 року він грав роль Дроссельмейєра в «Лускунчику на льоду» з Imperial Ice Stars з Росії в лондонському «Палладіумі».
19 жовтня 2013 року він взяв участь у випуску з зірками шоу «Погоня». У вересні 2014 року він був учасником шоу BBC1 «Безглуздий».
У 2015 році взяв участь у 15 сезоні реаліті-шоу «Старший брат зірки» на Channel 5. 6 лютого він фінішував на четвертому місці. У 2015 році він брав участь у шоу «Зірковий мастершеф», переможницею якого стала Кімберлі Ваятт з «Pussycat Dolls». Того ж року він з'явився камео в комедійній драмі BBC Two «Дуже пишне Різдво», як друг Тоні (Грег Девіс). У 2015 році він був ведучим премії BAFTA.
У наступні роки Чегвін виконував роль дами у п'єсах-казках, а в березні 2016 року з'явилася у пасхальному турі п'єси-казки «Красуня і Чудовисько».

## Особисте життя
З 1982 по 1993 рік Чегвін був одружений з ведучою Меггі Філбін. У них народилася донька Роуз. Пізніше він одружився з Марією Енн Філден; у них народився син Тед.
Ді-джей Дженіс Лонг (1955—2021) — його старша сестра. У нього також був брат-близнюк Джефф, вони разом навчався в школі сценічного мистецтва. Син Джеффа, Г'юго Чегвін, був співавтором та виконавцем головної ролі у ситкомі BBC Three «Люди просто нічого не роблять». Він регулярно виступав на публіці у Великій Британії та займався благодійністю.
Чегвін з дружиною жили в Ашмансворті, Гемпшир, але переїхали до заміського будинку в районі Шропшир між Вітчерчом і Вемом, частково тому, що вони хотіли бути ближче до сім'ї далі на північ.

## Смерть
В інтерв'ю 2001 року Чегвін сказав, що викурює 60 цигарок на день. Він помер у своєму будинку в Шропширі 11 грудня 2017 року, внаслідок тривалої хвороби на ідіопатичний легеневий фіброз, хронічне захворювання легенів. Йому було 60 років.

## Фільмографія
| Рік       |    | Українська назва                 | Оригінальна назва                                | Роль                       |
| --------- | -- | -------------------------------- | ------------------------------------------------ | -------------------------- |
| 1970      | ф  | Робот яйцеголовий                | Egghead's Robot                                  | Пол «Яйцеголовий» Вентворт |
| 1971      | с  | Театр у кріслі                   | Armchair Theatre                                 | Максвелл                   |
| 1971      | ф  | Макбет                           | The Tragedy of Macbeth                           | Флінс                      |
| 1971      | кф | Бетчер!                          | Betcher!                                         | Джон                       |
| 1972      | с  | Печінкові птахи                  | The Liver Birds                                  | Катберд                    |
| 1972      | с  | Водолій                          | Aquarius                                         | Хлопчик                    |
| 1972      | с  | Пригоди чорної красуні           | The Adventures of Black Beauty                   | Том Гоневуд                |
| 1972      | ф  | Проблемний двійник               | The Troublesome Double                           | Яйцеголовий Вентворт       |
| 1973      | с  | 7 з 1                            | 7 of 1                                           | Хлопчик                    |
| 1973      | ф  | Оптимісти дев'яти в'язів         | The Optimists of Nine Elms                       | Джорджі                    |
| 1974      | с  | Мій старий                       | My Old Man                                       | Рон                        |
| 1974      | с  | Віллідж Голл                     | Village Hall                                     | Гарі                       |
| 1974      | с  | Автомобілі Z                     | Z Cars                                           | Кевін Кейсі                |
| 1975      | с  | Люди завтрашнього дня            | The Tomorrow People                              | Аркрон                     |
| 1975      | с  | Кім і компанія                   | Kim & Co.                                        | Біллі Сарін                |
| 1975      | с  | Прав, Британіє!                  | Rule Britannia!                                  | Молодик                    |
| 1975      | ф  | Робін Гуд-молодший               | Robin Hood Junior                                | Robin                      |
| 1975—2013 | с  |                                  | The Wackers                                      | Раймонд Кларксон           |
| 1984      | тф | Аладдін і король розбійників     | Aladdin and the Forty Thieves                    | Прихильник                 |
| 1986      | кф | Роббі                            | Robbie                                           | Оповідач                   |
| 1987      | с  |                                  | Playbox                                          | Дог                        |
| 1995      | тф | Ідеальна пара                    | The Perfect Match                                | Кіт Чегвін                 |
| 1996      | с  |                                  | Zig and Zag's Dirty Deeds                        | Кіт Чегвін                 |
| 1998      | с  | Керівництво як стати рок-зіркою  | The Young Person's Guide to Becoming a Rock Star | Кіт Чегвін                 |
| 1999      | ф  | Що трапилося з Гарольдом Смітом? | Whatever Happened to Harold Smith?               | Г'ю Пімм                   |
| 2000      | ф  | Будинок!                         | House!                                           | Кіт Чегвін                 |
| 2001      | ф  | Таблоїд                          | Tabloid                                          | Кіт Чегвін                 |
| 2002      | с  | Розваги у похоронній залі        | Fun at the Funeral Parlour                       | Кліфф Даксон               |
| 2004      | ф  | Зомбі на ім'я Шон                | Shaun of the Dead                                | Кіт Чегвін                 |
| 2006      | с  | Масовка                          | Extras                                           | Кіт Чегвін                 |
| 2010      | с  |                                  | The Slammer                                      | Ліп Глосс                  |
| 2011      | с  | Суті                             | Sooty                                            | Фермер Чеггерс             |
| 2011      | ф  | Убити Кіта                       | Kill Keith                                       | Кіт Чегвін                 |
| 2011—2013 | с  | Життя таке коротке               | Life's Too Short                                 | Кіт Чегвін                 |
| 2015      | ф  | Дуже пишне Різдво                | A Gert Lush Christmas                            | Кіт Чегвін                 |

## Книги
- Chegwin, Keith (1995). Shaken But Not Stirred. Hodder & Stoughton. ISBN 978-0-340-63978-8. (автобіографія)